# Ledolom Tajmyrskij
Die Ledolom Tajmyrskij (englische Transkription von russisch Ледолом Таймырский Ledolom Taimyrski, deutsch ‚Taimyr-Eisgang‘) ist ein Gletscherhang am westlichen Abschnitt der Leopold-und-Astrid-Küste des ostantarktischen Prinzessin-Elisabeth-Lands.
Russische Wissenschaftler benannten ihn. Der weitere Benennungshintergrund ist nicht überliefert.